# Viviré con su nombre, morirá con el mío
Viviré con su nombré, morirá con el mío (título original en francés, Le mort qu’il faut) es un libro autobiográfico de Jorge Semprún, publicado en 2001, en el que el autor narra un episodio de su estancia en el campo de concentración de Buchenwald. Está dedicado “a Fanny B., Léonore D. y Cécilia D., jóvenes lectoras exigentes y alegres”.

## Argumento
Jorge Semprún, miembro del grupo de la resistencia francesa Jean-Marie Action, es apresado en el verano de 1943. Enviado al campo de concentración de Buchenwald, es destinado a la Arbeitsstatistik, uno de los organismos de administración del campo.
Un sábado de diciembre de 1944, un testigo de Jehová que colabora con los presos comunistas del campo accede a una nota procedente de la Dirección Central de Campos de Concentración en Berlín y destinada a la Politische Abteilung de Buchenwald. Los testigos de Jehová, encarcelados por su negativa a usar armas impuesta por sus convicciones religiosas, ocupan habitualmente puestos privilegiados en la organización del campo, entre ellos los de secretarios de los SS, lo que los convierte en informadores muy apreciados.
Dicha nota ha sido recibida por Hermann Pister, oficial superior de las SS al mando de Buchenwald, que la transmitirá a la Politische Abteilung el lunes. El informador solo ha tenido acceso al comienzo de la nota, por lo que únicamente se conoce que solicita información sobre el preso Jorge Semprún, pero se ignoran el resto del contenido de la información, las causas por las que se ha solicitado y la identidad del solicitante. El lunes se conocerá el contenido completo, y por tanto si existirán represalias contra Semprún o será traslado fuera del campo.
El mismo sábado, Semprún es informado de la existencia de la nota por unos compañeros comunistas. Se organiza entonces un plan para encontrar, a lo largo del fin de semana, un recluso con características similares a las suyas (edad, complexión, etc.) que se encuentre gravemente enfermo y cuya muerte se considere inminente. El objetivo es, en caso de que finalmente sea necesario, cambiar sus identidades, de forma que a todos los efectos administrativos Jorge Semprún sea considerado fallecido a los ojos de las autoridades nazis.
El domingo es localizado un "candidato perfecto": un joven francés, François L., estudiante al igual que Semprún, llegado al campo en el mismo grupo de deportados. Se encuentra internado en el Revier, la clínica del campo, y se espera su muerte a lo largo de ese mismo día. Semprún es internado en secreto en el Revier y pasa la noche en la misma sala en la que François L. vive sus últimas horas.

Me habían obligado a tenderme al lado del moribundo cuyo lugar iba a ocupar si era necesario.

Yo viviría con su nombre, el moriría con el mío. En resumidas cuentas, él me iba a dar su muerte para que yo pudiese seguir viviendo. Intercambiaríamos nuestros nombres, lo cual no es poco. Con mi nombre él se convertirá en humo; con el suyo yo sobreviviré, si es posible.
 Segunda parte

El lunes, tras conocerse el contenido completo de la carta, se pone de manifiesto que es José Félix de Lequerica, embajador de la España franquista en París, quien ha solicitado información sobre Semprún. Éste es interrogado por importantes miembros de la estructura comunista en el campo, que no comprenden que un ministro franquista se interese por la situación de un militante comunista. No obstante, Semprún convence a sus “camaradas” de que ha sido su padre, José María Semprún Gurrea (diplomático, ministro de la Segunda República y miembro de diversos gobiernos de la República en el exilio), quien ha intentado conocer la situación de su hijo, ya que la correspondencia con las familias había sido prohibida por las autoridades del campo tras la Liberación de Francia durante el verano.
Por tanto, se comprueba que no existirán consecuencias negativas contra Semprún, y el plan para simular su fallecimiento es abandonado.

## Estilo
Al igual que muchos otros libros del autor, Viviré con su nombre, morirá con el mío está narrado en primera persona y narra episodios autobiográficos. La narración no sigue una estructura lineal, sino que está plagada de incisos y flashbacks. Con frecuencia estos recursos le sirven al autor para introducir elementos no relacionados directamente con el argumento principal, tales como descripciones de la vida en el campo de concentración, entresijos de las organizaciones clandestinas de las que formó parte o vivencias personales muy anteriores o posteriores a la Segunda Guerra Mundial.
- Datos: Q3224786